# Спогади носівчан про голодомор 1932-1933 років
«Спогади носівчан про голодомор 1932—1933 років» — книга свідчень очевидців і учасників трагедії. Автор передмови і упорядник — учитель історії Носівської районної гімназії, краєзнавець А. І. Буняк.

## Анотація
У 1932 — 1933 роках радянська влада організувала в Україні геноцид. Сталінський режим намагався замести сліди свого злочину — знищувалися всі документи, що підтверджували факт голодомору. Пізніше заборонялося писати й говорити про ті страшні часи. Однак, незважаючи на терор, репресії, нищення, залишилися свідки подій 1932-33 років. У цій книзі жителі українського міста Носівка засвідчують: «Так, голодомор був!»

## Вихідні дані
Упорядник і автор передмови Буняк А. І. — Ніжин: Аспект, 2008. — 33 с.

## Вміст
Спогади носівчан про голодомор 1932—1933 років, зібрані учнями Носівської районної гімназії та їх попередниками з Носівської середньої школи № 1.
Книга містить спогади 33 мешканців Носівки 1908—1929 років народження, зібрані в 1992—2008:
| Згадує                          | р.н. | Записано                            | рік  |
| ------------------------------- | ---- | ----------------------------------- | ---- |
| Бідлой Галина Іванівна          | 1929 | учениця 10 класу Бідлой Галина      | 1995 |
| Буняк Іван Якович               | 1923 | учениця 10 класу Зубенко Алла       | 1992 |
| Буцан Андрій Петрович           | 1925 | учениця 10 класу Буцан Ольга        | 2002 |
| Давиденко Іван Степанович       | 1915 | учениця 10 класу Шуст Наталія       | 2001 |
| Діденко Єфросинія Леонідівна    | 1912 | учениця 10 класу Малашенко Надія    | 2001 |
| Ємець Катерина Андріївна        | 1921 | учень 10 класу Сидора Володимир     | 2008 |
| Зеленяк Марія Іванівна          | 1912 | учениця 10 класу Войтенко Наталія   | 1993 |
| Іваницька Ганна Харитонівна     | 1926 | учениця 10 класу Дурнієнко Юлія     | 1996 |
| Кириленко Тетяна Федорівна      | 1920 | учень 10 класу Шелест Максим        | 2007 |
| Кривша Іван Аврамович           | 1925 | учениця 10 класу Кривша Ірина       | 2001 |
| Кундюба Марія Василівна         | 1914 | учень 8 класу Шелест Максим         | 2005 |
| Лопух Олена Денисівна           | 1910 | учень 10 класу Миць Станіслав       | 1993 |
| Ляшенко Василь Якович           | 1921 | учениця 5 класу Буняк Богдана       | 2006 |
| Мазур Софія Степанівна          | 1924 | учениця 10 класу Дудко Ольга        | 2001 |
| Мархай Дарія Григорівна         | 1926 | учень 10 класу Киселиця Олександр   | 1995 |
| Оксимець Лідія Пилипівна        | 1923 | учениця 10 класу Оксимець Наталія   |      |
| Падун Любов Антонівна           | 1921 | учениця 10 класу Цегельник Катерина | 2008 |
| Пасіка Ганна Тимофіївна         | 1923 | учень 10 класу Пасіка В'ячеслав     | 2001 |
| Плиска Григорій Андрійович      | 1916 | учениця 10 класу Олещенко Катерина  | 2001 |
| Прокоф'єва Анна Федорівна       | 1922 | учениця 10 класу Шелест Тетяна      | 2001 |
| Пуха Євдокія Федорівна          | 1924 | учень 10 класу Хрущ Володимир       | 1999 |
| Самойленко Дмитро Петрович      | 1918 | учениця 10 класу Самойленко Інна    | 1995 |
| Сеник Павло Олександрович       | 1908 | учениця 10 класу Дудко Ольга        | 2001 |
| Солошенко Катерина Григорівна   | 1928 | учениця 10 класу Чайка Алла         | 1996 |
| Соляник Григорій Сергійович     | 1923 | учениця 10 класу Самокіш Людмила    | 1995 |
| Сорока Іван Дмитрович           | 1927 | учень 10 класу Бойченко Олександр   | 2001 |
| Степаненко Георгій Пантелійович | 1920 | учениця 10 класу Шуст Наталія       | 2001 |
| Тонконог Степанида Іванівна     | 1917 | учень 10 класу Загорелік Микола     | 1999 |
| Тригуб Віра Павлівна            | 1911 | учениця 10 класу Москаленко Ольга   | 1995 |
| Федченко Федір Кирилович        | 1921 | учениця 10 класу Руденко Алла       | 1995 |
| Хоменко Тетяна Якимівна         | 1914 | учениця 10 класу Войтенко Наталія   | 1993 |
| Цегельник Варвара Єфимівна      | 1925 | учениця 10 класу Цегельник Катерина | 2008 |
| Шовкун Марія Кирилівна          | 1920 | учениця 10 класу Плиска Вікторія    | 1995 |

## Світлини
Книга містить вісім світлин:
1. Троїцька церква у 30-х роках
2. Комсомольці реорганізують синагогу в клуб
3. Активісти колективізації
4. «Хліб — державі!!!»
5. Комсомольці 30-х років
6. Перший випуск трактористів
7. Механізатори 30-х років
8. Пам'ятник Й. Сталіну в центрі Носівки

## Підготовка книги
Комп'ютерну верстку здійснив Володимир Плечистий, матеріали для публікації на сайті (див. розділ «Посилання») надав Василь Кияниця.

## Виноски
1. ↑  Відділ містобудування, архітектури та житлово-комунального господарства Носівської міськради [Архівовано 12 червня 2011 у Wayback Machine.] «Спогади носівчан про голодомор 1932—1933 років». Анотація
2. ↑  Відділ містобудування, архітектури та житлово-комунального господарства Носівської міськради [Архівовано 4 березня 2016 у Wayback Machine.] «Спогади носівчан про голодомор 1932—1933 років»